# Graham O'Brien
Graham O'Brien est un personnage fictif de la série de science-fiction britannique Doctor Who, interprété par Bradley Walsh. Créé par Chris Chibnall, ce personnage est l'un des compagnons du Treizième Docteur, incarné par l'actrice Jodie Whittaker.